# H.C. Andersen Slottet
H.C. Andersen Slottet (også Tivolislottet) er i dag navnet på den bygning, der ligger på H.C. Andersens Boulevard overfor Københavns Rådhus på hjørnet af Tivoli. Tivoli erhvervede den i 1978 og gav den det nuværende navn.

Bygningen, som er tegnet af arkitekten Vilhelm Klein i såkaldt Rosenborg-stil (historicisme), blev opført 1892-93 på initiativ af bl.a. Carlsbergs Carl Jacobsen til brug for Kunstindustrimuseet. Den indgår i den "dannelsesrute" af monumentale, offentlige bygninger, som efter sløjfningen af Københavns volde blev placeret rundt om byens centrum. De øvrige bygninger er Polyteknisk Læreanstalt, Astronomisk observatorium, Kommunehospitalet, Botanisk Haves Væksthus, Geologisk Museum, Statens Museum for Kunst, Københavns Rådhus og Ny Carlsberg Glyptotek.
Det var i bygningen, Kunstindustrimuseets første samling blev opbygget under ledelse af dets første direktør Pietro Krohn. Han foretog omfattende indkøb på Verdensudstillingen i Paris 1900 af art nouveau-genstande. De er desværre i en vis grad solgt kort efter.  Det indkøbte kunsthåndværk af danske kunstnere som Thorvald Bindesbøll, Effie Hegermann-Lindencrone, Arnold Krog, Herman A. Kähler, Johan Rohde, Harald Slott-Møller og J.F. Willumsen er bevaret i samlingerne.
"Slottet" er opført som en firfløjet bygning med en indre, overdækket gård eller vestibule med ovenlys. Murene er i røde mursten med dekorative detaljer i sandsten og tagdækning af skifer. Indvendigt har bygningen i store træk bevaret den oprindelige plan og en stor del af sine oprindelige overflader og udsmykning, der ligesom det ydre blev udført i de bedste materialer. "Slottets" pragtrum er vestibulen med rundbuede arkader i siderne og en lang række opbyggelige sentenser på sorte stenplader hele vejen rundt.
Efter at Kunstindustrimuseet flyttede til Frederiks Hospital i Bredgade i 1926 blev bygningen anvendt til en række forskellige formål, bl.a. hovedkontor for De Forenede Bryggerier, Gymnastikinstitut, Officersforening og Garnisonsbibliotek, Louis Tussaud's Wax Museum (1974-2007) samt den kontroversielle udstilling Bodies i 2008. Bygningen rummer i dag kontorer for Tivoli samt møde- og selskabslokaler. En sidefløj huser Tivoligardens kaserne. 

## Nedrivningsplaner i 2000'erne
Tivoli offentliggjorde i 2006 planer om at nedrive bygningen og i stedet opføre et hotel tegnet af Norman Foster på grunden. Planerne om et højhus på grunden vakte offentlig debat og kritik fra interesseorganisationer. Der blev rejst en fredningssag, men Kulturarvsstyrelsen afviste en fredning af bygningen, da den ikke blev anset for at have de værdier, der skal til for at blive fredet. Planerne blev imidlertid opgivet af Tivoli i 2008 bl.a. som følge af politisk modvilje i Borgerrepræsentationen.

## Billeder
- Vilhelm Kleins tegning til facaden mod Rådhuspladsen, 1892.
- Hovedindgangen